# Irakli Turmanidze
Irakli Turmanidze (gruz. ირაკლი თურმანიძე, ur. 13 grudnia 1984 w Kobuleti) – gruziński sztangista rywalizujący w wadze superciężkiej. Brązowy medalista igrzysk olimpijskich oraz trzykrotny medalista mistrzostw Europy.

## Życiorys
Turmanidze w swoich startach międzynarodowych rywalizuje w kategorii wagowej powyżej 105 kilogramów. Dwukrotnie uczestniczył w letnich igrzysk olimpijskich – w 2012 zajął 4. lokatę, a cztery lata później zdobył brązowy medal.
Pięć razy brał udział w mistrzostwach świata – w 2009 (13. miejsce), 2010 (12.), 2011 (12.), 2014 (6.), 2015 (11.).
Dwukrotnie stawał na podium mistrzostw Europy – w 2012 zdobył brązowy medal, a trzy lata później, po dyskwalifikacji za doping Ukraińca Olega Proszaka (pierwotnie Turmanidze przegrał z nim wagą ciała), został mistrzem kontynentu. Na europejskim czempionacie startował jeszcze pięć razy: w 2011 (5. pozycja), 2013 (4.), 2016 (7.), 2017 (nie ukończył dwuboju) i 2018 (4.).
Jest medalistą mistrzostw kraju.